# Belägringen av Orléans
Belägringen av Orléans (1428-1429) är en vändpunkt i Hundraårskriget mellan Frankrike och England. 
Det var Jeanne d'Arc’s första stora militära seger och även Frankrikes första stora framgång efter den förkrossande förlusten vid Agincourt 1415. Början av belägringen markerade höjdpunkten för den engelska makten, under de senare stadierna av kriget. Staden var av strategisk och symbolisk betydelse för båda sidorna av konflikten. I samtiden var man i princip enig i tron att den dåvarande engelska regenten John av Lancaster skulle lyckas att förverkliga Henrik V:s dröm om att erövra hela Frankrike om Orléans föll. Under sex månader såg de ut som att England skulle ta hem segern, men belägringen fick avslutas nio dagar efter Jeannes ankomst.

## Hundraårskriget
Belägringen av Orléans inträffade under Hundraårskriget, utspelade sig mellan de styrande husen mellan Frankrike och England om makten över Frankrike. Konflikten började år 1337 när Englands  Edvard III bestämde sig för att kräva sin rätt till Frankrikes tron, ett krav baserat hans härstamning från Vilhelm Erövraren[källa behövs] och förstärkt genom arv från ett strategiskt äktenskap. Efter en avgörande vinst vid Agincourt under 1415, fick England övertaget i konflikten och erövrar en stor del av norra Frankrike. Enligt fördraget vid Troyes från 1420 blev Englands  Henrik V regent över Frankrike. Enligt detta fördrag gifte sig Henrik med Katarina, dotter till den dåvarande kungen av Frankrike,  Karl VI och skulle överta Frankrikes tron efter Karls död.  Karl VII, Karl VI:s son och arvinge före äktenskapet mellan Katarina och Henrik blev förklarad arvlös.

## Geografi
Orléans ligger vid Loire, Frankrikes längsta flod i norra delen av Frankrike. Under belägringens tid var de den nordligaste staden som återstod lojal till Frankrikes krona. England och deras allierande burgunderna, som kom från regionen Bourgogne i Frankrike, de kontrollerade resten av norra Frankrike även Paris. Orléans läge vid en stor flod var det sista hindret för ett krigsoperation in i centrala Frankrike. England kontrollerade redan Frankrikes sydvästkust.